# فرمدینگن
فرمدینگن (به آلمانی: Fremdingen) یک شهر در آلمان است که در دناو-ریس واقع شده‌است.